# تبغية
التبغية أو البَطُوْنِيَة أو بتونيا (باللاتينية: Petunia) جنس نباتي يتبع الفصيلة الباذنجانية ويضم 25 نوعاً معظمها من نباتات الزينة المهمة. اكتسبت اسمها نظراً لقرابتها الوثيقة بنبات التبغ.بعض أنواعها يعتبر من الحوليات الشتوية التي تزدهر زراعتها من شهر كانون الأول/أكتوبر إلى شهر نيسان/أبريل والبعض الآخر يعتبر من الحوليات الصيفية التي تزدهر زراعتها من شهر نيسان إلى شهر أيلول .

## الموئل والانتشار
أصل أنواع التبغية أمريكا الجنوبية حيث نشأت في جنوب البرازيل والأرجنتين. أخذ الاسم الشعبي الشائع للزهرة من الفرنسيين أزهار البتونيا المنتشرة في الحدائق هي من النوع الهجين بين P. Axillarisa وP. Integrifolia

## من أنواعها
- التبغية الغربية (باللاتينية: Petunia occidentalis)
- التبغية متكاملة الأوراق أو التبغية البنفسجية (باللاتينية: Petunia integrifolia)
- التبغية المهجنة

## كيفية زراعتها
سيتغرق إنبات بذور البتونيا من 5 إلى 15 يوم. يمكن لزهور البتونيا تحمل الظروف القاسية نسبياً. تحتاج خمس ساعات على الأقل من ضوء الشمس كل يوم وتنمو بشكل جيد عند انخفاض الرطوبة وفي التربة الطينية. يمكن زراعة النباتات الصغيرة من البذور. ينبغي أن يسقى النبات مرة واحدة واحد كل يومين إلى 5 أيام في حالات الطقس البارد، أما في الطقس الحار فيجب السقاية يومياً.

## الوصف النباتي
ساق النبات وبرية تصل لارتفاع 60 سم، الأوراق بيضوية بسيطة موبرة، الأزهار بوقية ذات ألوان مختلفة، كبيرة أو صغيرة كاملة الحواف أو مشرشرة، غير قابلة للقطف.
البذور صغيرة جداً يوجد في كل واحد غرام من 5 إلى10 آلاف بذرة، يتكاثر النبات بالبذور